# 香港優秀社工選舉
香港優秀社工選舉，由香港社會工作人員協會（Hong Kong Social Workers Association）於1991年開始舉辦。每年均邀請香港各機構及社會人士提名，評選2名服務表現優秀的社工及2名新秀社工 。評選團成員包括香港社會服務聯會、香港社會工作者總工會、香港社會工作人員協會及各專業團體等代表。選舉主要目的是表揚優秀及默默耕耘的專業社工，並對新晉社工作出鼓勵；加強社會各界對社工專業的認識。

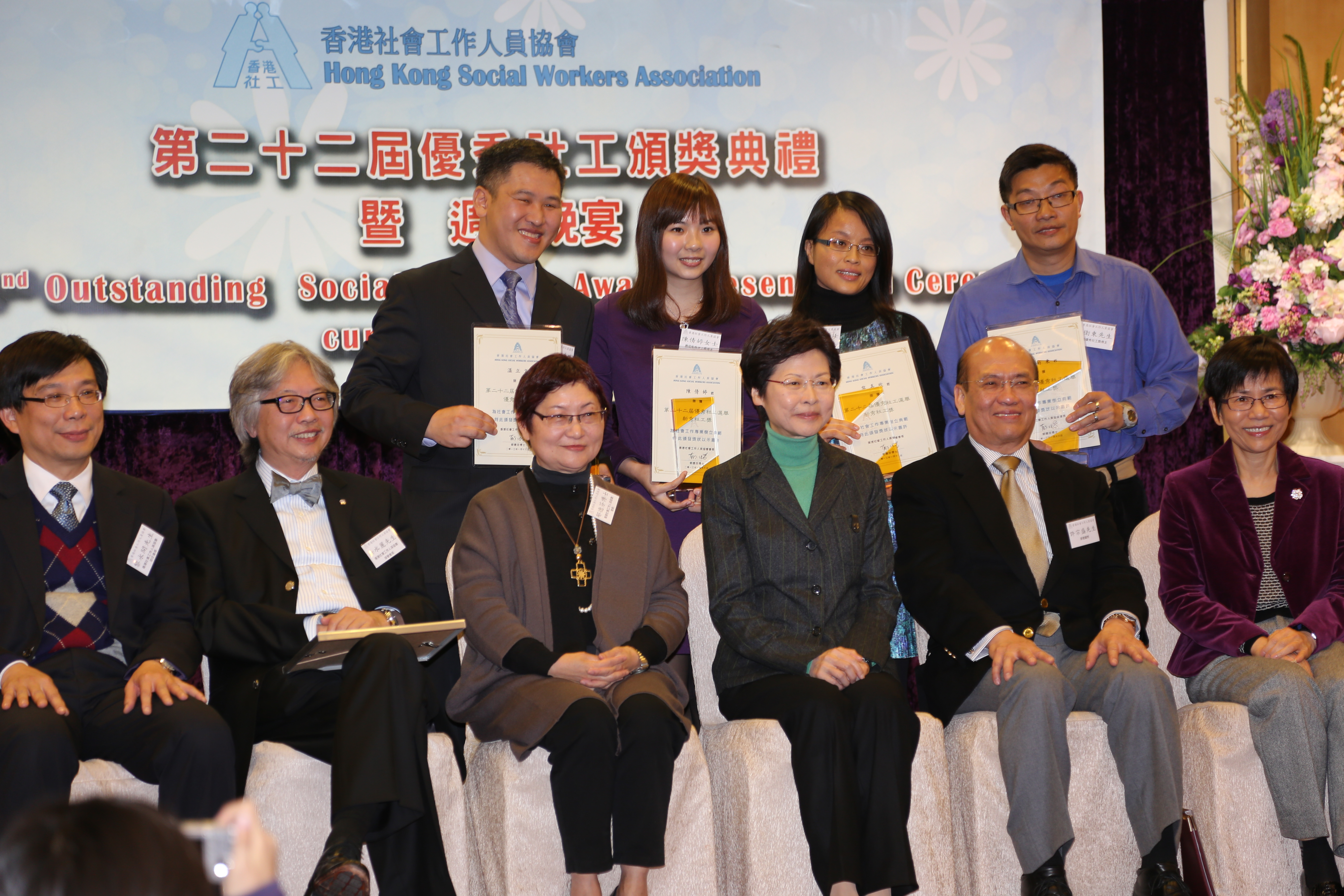
22nd 優秀社工頒獎禮

## 獎項
優秀社工獎 : 得獎者社會工作年資不限,其社會工作專業的表現、成就、態度和經驗，表現優秀及有傑出貢獻。
新秀社工獎 : 得獎者社會工作年資在7年以下,其社會工作專業表現、態度和經驗，表現優秀。

## 評選辦法
1. 接受由公眾人士及各團體廣泛提名
2. 由甄選團進行初選,協辦媒體協助報導入圍候選人助人經歷
3. 由評選團面見入圍候選人，進行最後評審，選出兩位「優秀社工」及兩位「新秀社工」。

## 歷屆優秀社工選舉得獎名單
| 年份/屆別     | 主禮     | 優秀社工           | 新秀社工        |
| ------------- | -------- | ------------------ | --------------- |
| 1992年/第1屆  | 主禮人   | 徐祥齡、余德淳博士 |                 |
| 1993年/第2屆  | 主禮人   | 張國柱、謝博賢     |                 |
| 1994年/第3屆  | 主禮人   | 陳麗雲博士、張惠君 |                 |
| 1995年/第4屆  | 主禮人   | 黃強生、莫慶聯     |                 |
| 1996年/第5屆  | 主禮人   | 明潔瑩、郭志英博士 |                 |
| 1997年/第6屆  | 主禮人   | 洪雪蓮博士、區結蓮 |                 |
| 1998年/第7屆  | 主禮人   | 姚順好、李炎昌     |                 |
| 1999年/第8屆  | 主禮人   | 郭烈東、鄧良順     |                 |
| 2000年/第9屆  | 主禮人   | 馬錦華、張錦紅博士 |                 |
| 2001年/第10屆 | 主禮人   | 陳偉良、鄭麗玲博士 | 陳文宜、陳耀麟  |
| 2002年/第11屆 | 主禮人   | 鄭惠卿、柯明蕙     | 陳嘉珍、葉慧蓉  |
| 2003年/第12屆 | 主禮人   | 黃榮德、陳靜宜     | 胡穎怡、何琴    |
| 2004年/第13屆 | 主禮人   | 應鳳秀、林國蘭     | 鄧詩慧、謝麗敏  |
| 2005年/第14屆 | 主禮人   | 施麗珊、文少玲     | 周靜儀、嚴若芝  |
| 2006年/第15屆 | 主禮人   | 謝可儀、吳惠貞     | 鄒家豪、高佩怡  |
| 2007年/第16屆 | 周一嶽   | 陳健雄、韓小雲     | 黃慧慈、姚麗珊  |
| 2008年/第17屆 | 張建宗   | 盧寶星、楊建塘     | 陳惠珍、鄧光宇  |
| 2009年/第18屆 | 張建宗   | 呂慧儀、王惠芬     | 凌煒鏗、王珮玲  |
| 2010年/第19屆 | 唐英年   | 馮藝文、吳惠敏     | 饒文傑、葉慧蓉  |
| 2011年/第20屆 | 林煥光   | 孫熙屏、吳錦娟     | 劉子進、林振華  |
| 2012年/第21屆 | 主禮人   | 仇建文、林雪芬     | 陳紹銘、周詠禧  |
| 2013年/第22屆 | 林鄭月娥 | 溫立文、吳衛東     | 陳倩婷、黎嘉欣  |
| 2014年/第23屆 | 葉文娟   | 黃慧蘭博士、黃敏信 | 黃子峰、蘇嘉穎  |
| 2015年/第24屆 | 張建宗   | 周燕雯博士、陳永忠 | 鄺浩權          |
| 2016年/第25屆 | 林鄭月娥 | 陳頌皓、梁梓敦     | 許曼瑩、 吳堃廉 |
| 2017年/第26屆 | 蕭偉強   | 李偉頌、許少燕     | 陳詠芝、張栢淳  |
| 2018年/第27屆 | 羅致光   | 莫婉芝、伍方惠敏   | 陳盈、黃信煒    |
| 2019年/第28屆 | 羅致光   | 崔志文博士、鍾承志 | 陳嘉玲、林梓蔚  |

## 外部連結
- 香港優秀社工選舉
- 香港社會工作人員協會
- 香港社會工作者總工會 （页面存档备份，存于）
- 香港社會服務聯會 （页面存档备份，存于）

, ,